# Австрия (аллегория)

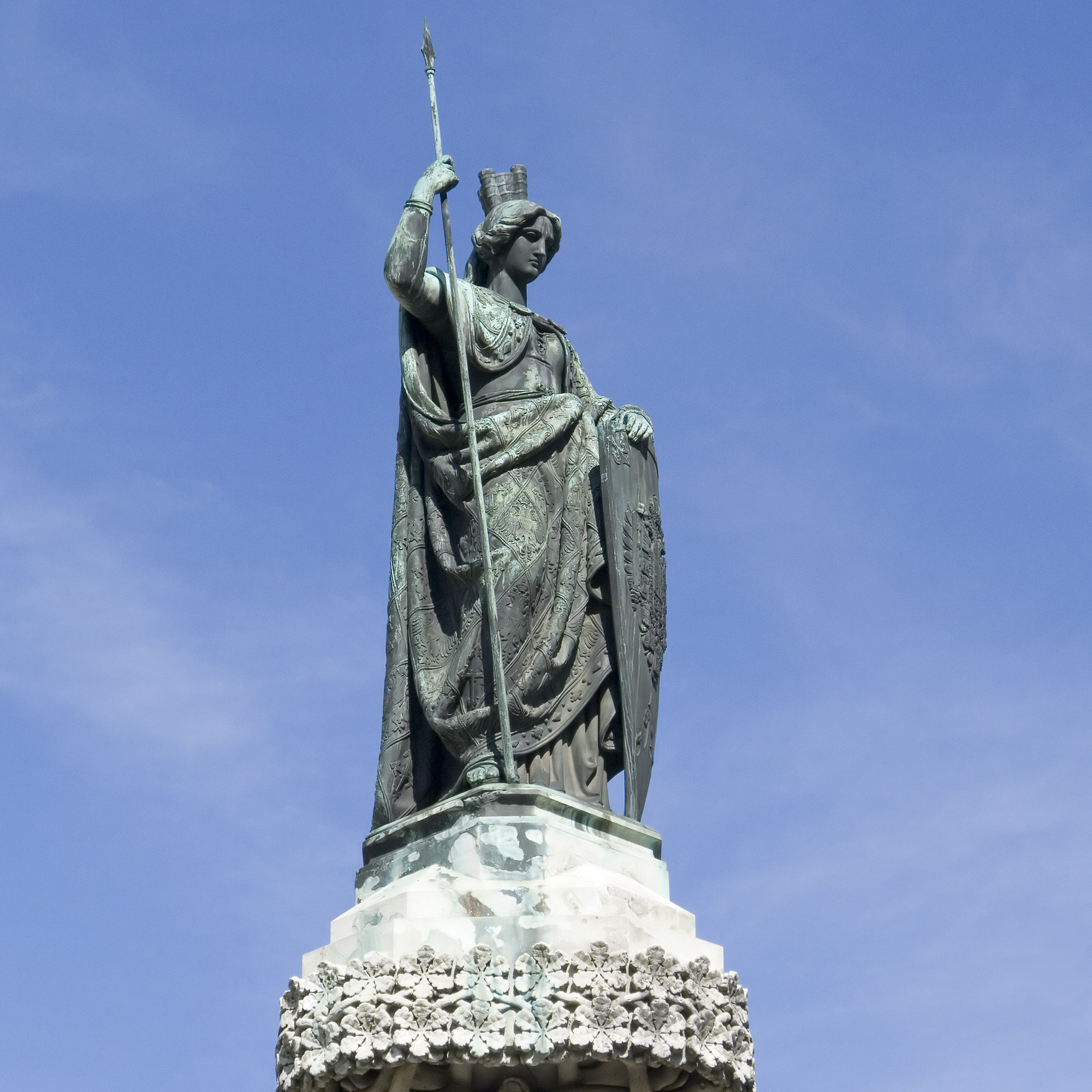
Аллегорическая Австрия на вершине одноимённого фонтана на площади Фрайунг в Вене

Аллегорический образ Австрии служил при Габсбургах для персонификации многонациональной Австро-Венгрии. Позднее образ применялся в отношении австрийского национального государства. Антропоморфный образ Австрии на немецком языке носит латинское название женского рода лат. Austria, а не немецкое среднего рода нем. Österreich.
Впечатляющим ранним образцом аллегории Австрии считается потолочная фреска 1710 года работы Антонио Бедуцци во дворце Нижней Австрии на Херренгассе в Вене. В искусстве персонификация Габсбургской монархии в женском образе распространилась к середине XIX века. В стране появились многочисленные аллегорические скульптуры и полотна. Наиболее знаменитая статуя аллегорической Австрии венчает фонтан «Австрия» на столичной площади Фрайунг. Считается, что моделью для этой статуи выступила внучка И. В. Гёте Альма. Для возводимых в Вене зданий парламента и оперы также были созданы статуи Австрии. После 1918 года аллегория Австрии продолжала использоваться в отношении Австрийской Республики. Изображение аллегорической Австрии планировалось на банкнотах австрийских шиллингов, но этот эскиз не был реализован.